# Saroxenus scandens
Saroxenus scandens är en mångfotingart som beskrevs av Cook 1896. Saroxenus scandens ingår i släktet Saroxenus och familjen penseldubbelfotingar. Inga underarter finns listade i Catalogue of Life.